# Should've Said No
»Should've Said No« je singl, ki ga je napisala in izvedla ameriška country/pop pevka Taylor Swift. Je peti in zadnji singl iz njenega prvega glasbenega albuma, ki ga je poimenovala po sebi. Postal je tudi njen drugi, ki je pristal na prvem mestu lestvice Billboardove lestvice Hot Country Songs in v tednu 23. avgusta 2008 in kot vsi ostali štirje singli iz albuma pristal med prvimi štiridesetimi pesmimi iz lestvice Billboard Hot 100. Poleg tega je pesem »Should've Said No« prejela platinasto certifikacijo s strani organizacije RIAA. S pesmijo so nastopili Taylor Swift in glasbena skupina Jonas Brothers na turneji Jonas Brothers, imenovani Burning Up Tour. Posnetek njihovega nastopa je bil vključen v 3D film turneje in soundtrack filma.
Pesem »Should've Said No« je s strani organizacije RIAA 3. septembra 2008 prejela zlato certifikacijo.

## Ozadje
Pesem ima hiter ritem, v besedilu pa ima osrednjo vlogo nekdanji partner, ki jo je ogoljufal, Taylor Swift pa mu pravi, da bi »moral reči ne« (»should've said no«) ženski, ki je zasedla njeno mesto v njegovem življenju (»You should've said no/You should've gone home/You should've thought twice before you let it all go« - »Moral bi reči ne/Moral bi oditi domov/Moral bi dvakrat premisliti, preden si vse izpustil«).
Taylor Swift je pesem napisala pri šestnajstih letih. Po podatkih revije Country Weekly jo je k pisanju pesmi navdihnilo dejstvo, da jo je njen fant varal. Prve besede, ki so ji prišle na pamet, je bil naslov. Pesem je napisala v petih minutah. Taylor Swift je dejala tudi, da veliko besed iz pesmi temelji na resničnih besedah, ki jih je uporabil njen fant.
Taylor Swift je pesem primerjala z eno izmed svojih pesmi, »Picture to Burn«. Dejala je: »'Picture to Burn' je bolj moralne narave. S to pesmijo pa sem želela povedati bolj: 'Ljubim te, bila sva super in enkratna skupaj, vendar si to zamočil in jaz bi bila še vedno s teboj.' Rekel si da, vendar bi moral reči ne.« Taylor Swift je s pesmijo nastopila na  3-D filmu glasbene skupine Jonas Brothers.

## Kritike
Blog s country glasbo The 9513 je pesem označil s »palci, obrnjenimi navzdol«. Matt C. je pesem kritiziral, ker naj bi bila »preglasna«, menil pa je tudi, da so vokali Taylor Swift preveč odvisni od popravkov napak in »niso bili ustrezni« besedilu pesmi.

## Nastop na podelitvi nagrad ACM Awards in videospot
Taylor Swift je s pesmijo nastopila na podelitvi nagrad Academy of Country Music Awards leta 2008. Nastop se je pričel s Taylor Swift, ki sedi na stolu, oblečena v majico s kapuco in kavbojke. Taylor Swift zaigra in zapoje prve verze sama, nato pa se ji pridruži njena glasbena skupina. Nastop je bil opisan kot razvpit, saj v zadnjem delu pesmi Taylor Swift sleče oblačila in razkrije kratko črno oblekico. Taylor Swift na koncu stala na podlagi na odru, ki je programiran tako, da izgleda kot slap, ki se pod njo prikaže pod njo. Posnetki nastopa so bili vključeni tudi v videospot pesmi.
Videospot za pesem je dosegel prvo mesto na lestvici CMT's Top 20 Countdown in na lestvici Great American Country.
Ko je s pesmijo nastopila na njeni turneji Fearless Tour leta 2009, Taylor Swift pa je nato nastopila tudi na podelitvi nagrad Academy of Country Music Award leta 2008.

## Dosežki
| Lestvica (2008)                          | Dosežek |
| ---------------------------------------- | ------- |
| U.S. Billboard Hot Country Songs         | 1       |
| U.S. Billboard Hot 100                   | 33      |
| U.S. Billboard Pop 100                   | 61      |
| Canadian Radio & Records Country Singles | 5       |
| Canadian Hot 100                         | 67      |
| New Zealand Singles Chart                | 18      |

| Predhodnik: "All I Want to Do" od Sugarlanda | Billboard Hot Country Songs singl na prvem mestu August 23-August 30, 2008 | Naslednik: "You Look Good in My Shirt" od Keitha Urbana |